# Richard Tylinski
Richard Tylinski (Noyant-d'Allier, 18 settembre 1937 – 16 agosto 2025) è stato un calciatore francese, di ruolo difensore.

## Carriera

### Club
Giocò nella prima divisione francese.

### Nazionale
Collezionò tre presenze con la propria nazionale.

## Palmarès

### Club

#### Competizioni nazionali
- Campionato francese: 2

Saint-Etienne: 1956-1957, 1963-1964
- Coppa di Francia: 1

Saint-Etienne: 1961-1962
- Supercoppa francese: 1

Saint-Etienne: 1957, 1962
- Ligue 2: 1

Saint-Etienne: 1962-1963

## Statistiche

### Cronologia presenze e reti in nazionale
| Cronologia completa delle presenze e delle reti in nazionale ― Francia | Cronologia completa delle presenze e delle reti in nazionale ― Francia | Cronologia completa delle presenze e delle reti in nazionale ― Francia | Cronologia completa delle presenze e delle reti in nazionale ― Francia | Cronologia completa delle presenze e delle reti in nazionale ― Francia | Cronologia completa delle presenze e delle reti in nazionale ― Francia | Cronologia completa delle presenze e delle reti in nazionale ― Francia | Cronologia completa delle presenze e delle reti in nazionale ― Francia |
| Data                                                                   | Città                                                                  | In casa                                                                | Risultato                                                              | Ospiti                                                                 | Competizione                                                           | Reti                                                                   | Note                                                                   |
| ---------------------------------------------------------------------- | ---------------------------------------------------------------------- | ---------------------------------------------------------------------- | ---------------------------------------------------------------------- | ---------------------------------------------------------------------- | ---------------------------------------------------------------------- | ---------------------------------------------------------------------- | ---------------------------------------------------------------------- |
| 27-11-1957                                                             | Londra                                                                 | Inghilterra                                                            | 4 – 0                                                                  | Francia                                                                | Amichevole                                                             | -                                                                      |                                                                        |
| 28-9-1960                                                              | Varsavia                                                               | Polonia                                                                | 2 – 2                                                                  | Francia                                                                | Amichevole                                                             | -                                                                      |                                                                        |
| 12-10-1960                                                             | Basilea                                                                | Svizzera                                                               | 6 – 2                                                                  | Francia                                                                | Amichevole                                                             | -                                                                      |                                                                        |
| Totale                                                                 |                                                                        | Presenze                                                               | 3                                                                      |                                                                        | Reti                                                                   | 0                                                                      |                                                                        |